# Károly Weichelt
Károly Weichelt (2 de febrer de 1906 - 4 de juliol de 1971) fou un futbolista romanès que jugava de migcampista.
Weichelt va passar la seva carrera a la Lliga I amb el Clubul Atletic Oradea. Amb la selecció de futbol de Romania, va ser seleccionat pels entrenadors conjunts Josef Uridil i Costel Rădulescu per participar a la Copa del Món de 1934 a Itàlia. L'equip va ser eliminat a la primera ronda després d'una derrota per 2-1 contra Txecoslovàquia. Va fer una aparició amb la selecció nacional el 1924, en un partit amistós que va acabar amb una derrota per 4-1 contra Txecoslovàquia.